# Wiktor Wassiljewitsch Ostrouchow
Wiktor Wassiljewitsch Ostrouchow (russisch Виктор Васильевич Остроухов, wiss. Transliteration Viktor Vasil'evič Ostrouchov; * 23. Februar 1955) ist ein sowjetischer bzw. russischer KGB-Offizier, der von 2007 bis 2018 Leiter der Akademie des Föderalen Sicherheitsdienstes der Russischen Föderation war.

## Leben
Ostrouchow absolvierte 1980 die Höhere Schule des KGB der UdSSR, benannt nach Feliks Dzierżyński. Während seiner beruflichen Karriere durchlief er verschiedene Führungspositionen im KGB und FSB. Seit 2005 war er der Erste Stellvertretende Leiter der Akademie des FSB. Am 26. August 2007 wurde er vom russischen Präsidenten Wladimir Putin zum Leiter der Akademie des FSB ernannt. Er schied 2018 aus dem aktiven Dienst aus. Sein letzter erreichter Dienstgrad war der eines Generalobersts.

## Akademische Titel, Berufsbezeichnung und Auszeichnungen
- Doktor der Rechtswissenschaften
- Professor
- 2009: Staatspreis der Russischen Föderation, benannt nach Marschall der Sowjetunion G. K. Schukow (zusammen mit Ju. M. Borowinskich, S. P. Martynjuk, W. W. Ostrouchow und N. P. Patruschew für die Erstellung des Schulungshandbuchs Grundlagen der speziellen Ausbildung von Mitarbeitern des föderalen Sicherheitsdienstes, die in die Zone der Anti-Terror-Operationen im Nordkaukasus geschickt wurden).
- Verdienter Anwalt der Russischen Föderation (Absolventen der KGB-Hochschule bekommen ihr Hochschul-Diplom von der juristischen Fakultät verliehen).